# بيتر سيبورن
بيتر سيبورن (من مواليد 1960) هو ملحن كلاسيكي إنجليزي معاصر يقيم في لينكولنشاير، إنجلترا.